# ماتياس جي. بوفيي
ماتياس جي. بوفيي هو محامي وقاضي وسياسي أمريكي، ولد في 24 يونيو 1793 في أمستردام في الولايات المتحدة، وتوفي في 12 سبتمبر 1872 في Eagle, Wisconsin ‏ في الولايات المتحدة. نشط حزبياً في ديمقراطية جاكسونية والحزب الديمقراطي. وقد انتخب عضو مجلس النواب الأمريكي ‏.